# Irreversible Damage
Irreversible Damage: The Transgender Craze Seducing Our Daughters is een genderkritisch boek uit 2020 van onderzoeksjournaliste Abigail Shrier, uitgegeven door Regnery Publishing, waarin de wetenschappelijk on-ondersteunde hypothese van rapid-onset genderdysforie (ROGD) wordt beschreven.
Shrier schrijft dat er sinds 2010 een "plotselinge, ernstige piek was van zelfidentificatie als transgender door adolescente meisjes". Ze schrijft dit toe aan een sociale besmetting onder “angstige, depressieve (meestal blanke) meisjes, vergelijkbaar met tieners die in voorgaande generaties ten prooi vielen aan epidemieën van anorexia nervosa en boulimia of een dissociatieve identiteitsstoornis. Shrier bekritiseert tevens de genderbevestigende psychiatrische ondersteuning, hormoontherapie en geslachtsaanpassende operatie (samen vaak aangeduid als genderbevestigende zorg) als behandeling voor genderdysforie bij jongeren.

## Samenvatting
Shrier stelt dat ze begon met het onderzoeken van genderdysforie bij adolescenten nadat ze in contact kwam met de moeder van een jonge volwassene zonder duidelijke voorgeschiedenis van genderdysforie in de kindertijd, die zich ineens op de universiteit als transgender identificeerde. Ze beschrijft wat zij ziet als moeilijkheden waarmee meisjes worden geconfronteerd met isolatie, online sociale dynamiek, beperkende gender- en seksualiteitslabels, ongewenste fysieke veranderingen en seksuele aandacht. Ze portretteert verschillende tieners die hun genderidentiteit in twijfel trokken, of uit de kast kwamen als transgender, terwijl ze tevens geestelijke gezondheidsproblemen of persoonlijke problemen hadden. Ze bespreekt het artikel van dr. Lisa Littman uit 2018 over ROGD en de daaruit voortvloeiende controverse en onderschrijft de bevindingen van Littman. Ze stelt dat online trans-influencers, op websites als Twitter, Tumblr en TikTok twijfelende jongeren regelmatig aanmoedigen om zich als transgender te identificeren, te experimenteren met borstafbinding en testosteron, en tegen niet-ondersteunende familieleden te liegen.
Shrier bekritiseert transgendergerelateerd beleid op Amerikaanse scholen. Ze beschrijft ouders die zich zorgen maken over de transgenderidentificatie en transitie van hun kinderen. Ze bekritiseert het genderbevestigende zorgmodel en portretteert prominente critici die zich uitspraken tegen dit beleid. Shrier bespreekt transactivisme en aanverwante controverses, waaronder seksespecifieke privacykwesties; de rol van beroemdheden bij het vergroten van de acceptatie van transgenders; conflict tussen transgenders en lesbiennes of radicale feministen (zogenoemde TERFs); transvrouwelijke/man-naar-vrouw-atleten die meedoen in meisjes- en vrouwensporten; het gebruik van trans-inclusieve taal; intersectionaliteit; en identiteitspolitiek. Ze stelt dat medische interventies zoals puberteitsremmers, geslachtsoverschrijdende hormonen en operaties risico's met zich meebrengen. Als voorbeeld beschrijft ze een transgender die gehandicapt raakte na een mislukte operatie. 

## Ontvangst
De reacties op het boek waren gemengd. Het werd door The Economist opgenomen in de lijst van boeken van het jaar en door de Times en Sunday Times als een van de beste boeken van 2021 opgelijst. De positieve recensies onderschreven grotendeels de analyse van Shrier. Vanuit de genderkritische hoek werd het boek zeer positief beoordeeld, onder andere door Helen Joyce, professor J. Michael Bailey, Kenneth Zucker en Jordan Peterson.
Met name in de transgemeenschap werd het boek slecht ontvangen. Bij Amazon bekritiseerden een aantal medewerkers het besluit om het boek te verkopen. Volgens deze medewerkers zou het boek in overtreding zijn van de door Amazon opgestelde verkoopregels, door LGBT-identiteiten als een mentaal gezondheidsprobleem voor te stellen. Target verwijderde na kritiek het boek voor korte tijd van de schappen, maar plaatste het na nog meer kritiek een dag later later weer terug.